# Phượng Lâm

Vị trí tại Hoa Liên

Phượng Lâm, (bính âm: Fènglín Zhèn) là một trấn (xã) của huyện Hoa Liên, tỉnh Đài Loan, Trung Hoa Dân Quốc (Đài Loan). Trấn nằm trên khu vực trung gian giữa vùng đồng bằng và núi cao, khí hậu thích hợp cho phát triển nôn nghiệp. Phượng Lâm có diện tích 120,5181 km², dân số vào tháng 8 năm 2011 là 11.792 người thuộc 4.435 hộ gia đình, mật độ cư trú đạt 97,8 người/km².